# Interpol Global Communication System 24/7
Das Interpol Global Communication System 24/7, kurz I-24/7 ist das 2002 eingerichtete, elektronische Kommunikationsnetzwerk von Interpol. Gemeinsam mit der Zugriffssoftware I-Link ersetzt I-24/7 das vorherige X-400-Kommunikationssystem. I-24/7 entspricht nationalen oder übernationalen Netzwerken wie Law Enforcement Online des FBI oder dem COREU-Netzwerk der Europäischen Union. Es erfüllt neben der Bereitstellung von Datenbanken und der operationalen Unterstützung der Polizeiarbeit die dritte der drei Kernaufgaben von Interpol, die Bereitstellung von sicheren, globalen, polizeilichen Kommunikationsdiensten.

## Aufgaben und Ziele
I-24/7 wurde entwickelt, um Teilnehmerorganisationen von Interpol zu vernetzen und den Zugriff auf die Interpol-Datenbanken zu ermöglichen, wo Informationen zu Verdächtigen oder zur Verhaftung ausgeschriebenen Personen (Name, Foto, Adresse, Telefonnummer), Terrorverdächtigen und gesuchten Terroristen, Informationen zu Kindesmissbrauch, verlorenen oder gestohlenen Reisedokumenten (SLTD), gestohlenen Fahrzeugen (SMV), Fingerabdrücken (AFIS), anonymisierten DNS-Profilen (DNA), gestohlenen Staatsdokumenten (SAD) und gestohlenen Kunstwerken (WOA) zu finden sind.
Neben dem Zugriff auf die Datenbanken ermöglicht I-24/7 die Übermittlung von Informationen an die Teilnehmer. Internationale Fahndungsaufrufe und andere Informationen, sogenannte Notices werden über I-24/7 übermittelt. Notices sind mit Farben gekennzeichnet in der Stufung:
- Red Notice – Mit Haftbefehl gesuchte Personen zur Auslieferung.
- Green Notice – Weitergabe von Informationen von potentiellen Straftätern mit grenzüberschreitenden Aktivitäten.
- Blue Notice – Anfragen zu Personen mit dem Ziel, den Aufenthalt zu bestimmen.
- Yellow Notice – Anfragen zu vermissten oder unbekannten Personen.
- Black Notice – Anfragen zu unbekannten Toten.
- Orange Notice – Warnhinweise zu Briefbomben, versteckten Waffen, verdächtigen Vorkommnissen.
- United Nations Security Council Special Notice – Ausschreibungen zur Überwachungen von al-Qaida auf der Grundlage der UN-Resolution Nr. 1267.

Neben den Notices werden auch Mitfahndungsersuchen, sog. Diffusions, übermittelt, d. h. Ersuchen um Fahndung an eine begrenzte Anzahl von Teilnehmerländern, beispielsweise die Nachbarländer, wo eine hohe Erfolgswahrscheinlichkeit besteht.

## Zugang und Verwaltung
Alle nationalen Zentralbüros (NBZ) von Interpol können auf I-24/7 zugreifen. Das Bundeskriminalamt in Wiesbaden ist seit dem 2. April 2003 an I-24/7 angeschlossen. Im Oktober 2009 waren 188 NBZ sowie 24 weitere Organisationen, teils regionale Büros, teils UN-Dienststellen mit dem Netz verbunden. Dieser Zugang soll über diese Büros hinaus ausgedehnt werden, um Grenz- und Zollbeamten den Zugriff auf die Daten für Reisedokumente, Fahrzeuge und Personendaten zu ermöglichen. Die Entscheidung zur Ausdehnung liegt bei den jeweiligen Staaten.
Geleitet und verwaltet wird I-24/7 durch das Executive Directorate for Police Services in der Interpol-Zentrale in Lyon.